# Fuxin
Fuxin (cinese semplificato: 阜新; pinyin: Fùxīn) è una città-prefettura ubicata nella provincia di Liaoning del nord-est della Cina. La popolazione totale dell'intera prefettura nel 2005 si è attestata sui 1,93 milioni di abitanti circa.

## Amministrazione
Fuxin amministra 7 divisioni: 5 distretti, 1 Contea e 1 contea autonoma:
- Haizhou (Distretto) (海州区, pinyin: Hǎizhōu Qū)
- Xinqiu (Distretto) (新邱区, pinyin: Xīnqiū Qū)
- Taiping (Distretto) (太平区; pinyin: Taiping Qū)
- Qinghemen (Distretto) (清河门区, pinyin: Qīnghémén Qū)
- Xihe (Distretto) (细河区, pinyin: Xihe Qū)
- Zhangwu (Contea) (彰武县, pinyin: Zhāngwǔ Xian)
- Fuxin Mongol (contea autonoma) (阜新蒙古族自治县, pinyin: Fuxin Měnggǔzú Zìzhìxiàn)

### Gemellaggi
- Gary

## Geografia fisica
Fuxin si trova ad ovest-nord-ovest di Shenyang, la capitale provinciale.

## Economia
Fuxin è sia un centro minerario che una regione agricola. L'economia è sostenuta dall'attività estrattiva di carbone anche se ormai le miniere sono quasi esaurite. Fuxin è stata identificata come la prima città della Cina continentale con risorse esaurite nel 2001. Analogamente a Hegang, nello Heilongjiang, dove i prezzi delle case erano troppo bassi per anni, anche le case "a prezzo di cavolo" di Fuxin, nella provincia di Liaoning, sono state oggetto di attenzione nel 2020. Secondo i resoconti dei media di China Business Network e Securities Times, molte case hanno i prezzi più bassi di 70 euro per ogni mq anche per una casa con tutti i mobili necessari.

## Infrastrutture e trasporti
Fuxin è servita dall'autostrada China National Highway 101, che collega Pechino a Shenyang. Un'altra autostrada per Shenyang è in costruzione.